# 毛若懿
毛若懿（1995年11月16日—），原名毛俊，中國侗族人，出生於中國湖南省懷化市芷江侗族自治縣。是位中國大陸歌手，畢業於中國人民解放軍藝術學院舞蹈系。2012年加入中韓男子團體TimeZ，並在同年10月8日以首位該團成員之姿正式亮相出道。2005年，十歲的他獨自到中國人民解放軍藝術學院學習舞蹈。TimeZ該團由毛與其他三位中國成員：孔舒航、劉冠希及田翌臣和兩位韓國成員：李炯柱及金成煥所組成，毛若懿在該團主要負責男低音、Rap、舞蹈部分。

## 演藝經歷（TimeZ時期）

### 音樂LIVE
- 2012年10月18日 - 韓國Mnet M!CountDown （出道舞台）
- 2012年10月24日 - 韓國Mnet Music Triangle
- 2012年11月8日 - 韓國Mnet M!CountDown
- 2012年11月14日 - 韓國Mnet Music Triangle
- 2012年11月30日 - 韓國Mnet Asian Music Awards

### 電視節目
- 2013年2月2日 - 北京卡酷少儿卫视《七色光》
- 2013年3月7日 - 湖南卫视《百变大咖秀》
- 2013年3月9日 - 湖南卫视《快乐大本营》
- 2014年2月22日 - 湖南金鹰卡通卫视《疯狂的麦咭》（首度挑戰）
- 2014年4月5日 - 湖南金鹰卡通卫视《疯狂的麦咭》（二度挑戰）

### 網路節目
- 2013年1月4日 視訊中國手機電視《非常大名人》與其他Timez成員接受專訪
- 2013年1月、4月、5月 視友網《視友微訪談》與其他Timez成員接受共三次專訪

### 雜誌專訪
- 2012年10月18日， mnet採訪，微時尚採訪
- 2012年10月23日《韓國生活》專訪
- 2012年10月30日，《billbroad》專訪
- 2012年10月31日，《joy news》專訪
- 2012年10月31日，《在首爾》專訪
- 2012年11月1日， 《tv daily》專訪
- 2012年11月1日， 《Enews》專訪
- 2012年11月7日，《france kpop life》專訪
- 2012年11月9日，《韓流颶風》專訪
- 2012年11月9日，《人民網》專訪
- 《時代影視》專訪377期
- 2013年4月《純韓时尚》專訪
- 2013年5月，《甜蜜愛豆》第五輯
- 2013年5月（下），《格言》
- 2013年4月（中），《純韓風尚 mini》
- 2013年 《男生女生 銀版》 第四期
- 2013年《音樂周刊》 第01期
- 2013年4月（上）《芒果偶像》 第11期

## 主持作品
- 網路節目《TimeZ UP》（毛與其他TimeZ成員合體主持）

## 外部連結
- 毛若懿June個人微博
- 毛若懿Instagram